# 25612 Yaoskalucia
25612 Yaoskalucia è un asteroide della fascia principale. Scoperto nel 2000, presenta un'orbita caratterizzata da un semiasse maggiore pari a 3,1138661 UA e da un'eccentricità di 0,1184244, inclinata di 1,11196° rispetto all'eclittica.